# Рене Ледан
Рене Ледан (фр. René Ledent, 8 листопада 1907 — дата смерті невідома) — бельгійський футболіст, що грав на позиції нападника за клуб «Стандард» (Льєж), а також національну збірну Бельгії.

## Клубна кар'єра
У футболі дебютував 1926 року виступами за «Стандард» (Льєж), кольори якого і захищав протягом усієї своєї кар'єри гравця, що тривала одинадцять років. 

## Виступи за збірну
1928 року дебютував в офіційних матчах у складі національної збірної Бельгії. Протягом кар'єри у національній команді провів у її формі 3 матчі.
Був присутній в заявці збірної на чемпіонаті світу 1934 року в Італії, але на поле не виходив.